# Tommaso Montano
Tommaso Montano (* 14. März 1953 in Livorno) ist ein ehemaliger italienischer Fechter.

## Erfolge
Tommaso Montano nahm an den Olympischen Spielen 1976 in Montreal teil, wo er als Teil der Säbel-Mannschaft die Silbermedaille gewann. Nach Siegen über Kanada, die Vereinigten Staaten, Frankreich und Ungarn traf die italienische Equipe auf die Sowjetunion, die das Gefecht mit 9:4 gewann.

## Leben
Er kommt aus einer großen Fechterfamilie, bis auf eine Ausnahme alles Säbelfechter. Sein Onkel war Aldo Montano (Silbermedaille Olympia 1936 und 1948, Weltmeister 1938), sein Cousin ist Mario Aldo Montano (Olympiasieger 1972 sowie Silbermedaille 1976 und 1980, Weltmeister 1973 und 1974), seine Brüder sind Carlo Montano (Silbermedaille Olympia 1976 im Florett) und Mario Tullio Montano (Olympiasieger 1972 und Silbermedaille 1976). Auch sein Neffe Aldo Montano ist Fechter gewesen (Olympiasieger 2004, Weltmeister 2011).